# جو باين (اقتصادي)
جو باين (بالإنجليزية: Joe S. Bain)‏ هو اقتصادي أمريكي، ولد في 12 يوليو 1912 في واشنطن في الولايات المتحدة، وتوفي في 7 سبتمبر 1991 في كولومبوس في الولايات المتحدة.